# Défenseur de la paix
 (novembre 2016).
Le Défenseur de la paix ou Defensor pacis est un ouvrage controversé rédigé par Marsile de Padoue en collaboration avec Jean de Jandun entre 1318 et 1324 à la destination de l'empereur Louis IV. Il est composé de trois discours traitant de la politique générale et de l’organisation de l’Église.

## Contexte historique
Alors que la papauté est basée à Avignon depuis 1309, le Saint-Empire romain germanique est disputé par deux prétendants, Louis de Bavière et Frédéric le Bel. Après de la défaite de ce dernier à la bataille de Mühldorf en 1323, Louis de Bavière entreprend de se faire couronner empereur par le pape Jean XXII. Mais les conquêtes que l’aspirant à l’Empire entreprend ne sont pas appréciées par Jean XXII qui refuse de le nommer empereur et l’excommunie le 21 mars 1324.
Marsile de Padoue veut agir sur les évènements et les faire tourner en faveur des idéaux impériaux, car il voit en l’empereur le Défenseur de la paix, fondant de grand espoir sur lui et en sa capacité à restaurer son pays. C’est en 1318 qu’il commence, avec l’aide de Jean de Jandun, à rédiger un manifeste afin de proposer sa vision de l’État et de l’organisation de l’Église. La rédaction de l’ouvrage se serait terminée le jour de la Saint-Baptiste de l’an 1324.
En 1326, Marsile de Padoue et Jean de Jandun se réfugient à la cour de l'empereur Louis de Bavière, excommunié par le pape Jean XXII, afin de lui proposer leur programme.
En 1327, avec l’approbation de l’université de Paris, les deux auteurs sont à leur tour excommuniés par le pape et cinq propositions du manifeste sont déclarées hérétiques.
Vers 1328, Louis de Bavière commence à appliquer le manifeste et en fait une pièce maîtresse dans son combat contre le pape.
Selon Oliver R. Scholz, l’ouvrage se répand vers 1329-1330 mais sera surtout présent et diffusé lors de la querelle conciliaire.

## Résumé
L’ouvrage est divisé en trois discours : Prima dictio, Dictio Secunda et Dictio Tertia.
Le premier discours, que l’on peut nommer « la politique marsilienne » , commence par un Éloge de la paix, expliquant que c’est la finalité du bonheur terrestre, et fait un appel à l’empereur, le defencor pacis. Dans ce discours, Marsile de Padoue explique que l’erreur est totale de penser que l’Église possède des pouvoirs légaux ou n’importe quelle force coercitive quelle qu’elle soit, qu’elle soit exemptée d’impôt ordinaire ou qu’elle puisse avoir des tribunaux à part. Marsile entend revenir à la vision primitive de l’Église, celle d’avant la réforme de l’augustinisme politique où saint Paul explique que toute personne doit être soumise aux magistrats car tout pouvoir provient de Dieu et par conséquent résister aux magistrats reviendrait à résister à Dieu lui-même.
En se basant sur Aristote et sur Lex regia, il pose sa thèse en prenant pour exemple l’Empire et les communes italiennes, que l’autorité suprême dans une société est le peuple et étant donné qu’il n’y a qu’un peuple, il ne doit y avoir qu’une seule autorité : « le gouvernement suprême dans une cité ou un royaume doit être unique en nombre » (Defensor pacis, III, 2, 11; 1, 17). L’auteur s’attaque directement au cœur de la logique hiérocratique et s'attaque à l'autorité papale. L'autorité du pape , « n'est pas donnée immédiatement par Dieu, mais plutôt par la décision et la volonté des hommes, exactement comme pour toute autre fonction dans la société ». (Defensor pacis, I, 19, 6). Mais au fil de l’histoire, le prestige du martyre de saint Pierre et saint Paul s'est transformé en tyrannie et source de corruption lorsqu'elle a été officialisée par l'empereur Constantin Ier.
Le second discours, Dictio Secunda, peut être nommé « La doctrine ecclésiologique de Marsile de Padoue »  Il est deux fois plus long que le premier et y donne les lois que devrait adopter le clergé.
Pour Marsile, le rôle de l’Église n'est pas juridique puisque le Christ s'est exclu lui-même ainsi que ses disciples et leurs successeurs de n'importe quelle règle mondaine ou autorité coercitive. C'est une congrégation de fidèles (congregatio fidelium) et les prêtres doivent seulement enseigner et prêcher : « enseigner et exhorter le peuple dans la vie présente, corriger et réprimander le pécheur, et l'effrayer par le jugement ou la prédiction de la gloire à venir ou de la damnation éternelle » mais ne doivent jamais contraindre (Defensor pacis II, 10, 2).
Cependant, ces prêtres doivent reconnaître en son sein la pleine juridiction de l’autorité séculière « Tout comme le Christ qui s'est efforcé de se soustraire à toute forme d'exercice du pouvoir, souhaitant plutôt se soumettre à la juridiction coercitive de l'autorité temporelle » (II, 4, 13). C’est cette autorité qui doit juger elle-même, au sein de l’Église, ses conflits de pouvoirs, crimes... mais également les questions de doctrine alors que le pouvoir souverain appartient à la société chrétienne tout entière (universitas ciuium, universitas fidelium).
Ensuite, il critique la plenitudo potestatis, le pouvoir que s’accorde la papauté à donner les interprétations correctes de l’Écriture sainte et d’être la seule institution à fixer les points dogmatiques ; de décider seule de rassembler les conciles généraux ; de placer sous interdit ou d’excommunier n’importe quel État, pays ou prince et être la seule qui peut nommer à les offices ecclésiastiques dans le monde. À cela, il propose la thèse selon laquelle l’Église même soit soumise aux autorités séculières. Étant donné qu’elle ne possède pas de pouvoir de coercition, elle doit s'en remettre au « législateur humain croyant », lequel pourra seul nommer aux emplois ecclésiastiques, convoquer les conciles... Ainsi l'autorité séculière est délivrée de toute tutelle cléricale. Sur ce point, Marsile de Padoue va donc plus loin que Dante Alighieri qui contestait le hiérocratisme pour le dualisme, Marsile de Padoue conteste le dualisme même et met en opposition le hiérocratisme à l’impérialisme. Comme Aristote, il possède une vision organiciste de la société politique qui ne peut avoir deux têtes et deux organisations.
Par après, une autre thèse demande que la communauté puisse prendre elle-même les décisions afin qu’elle soit protégée contre l’usurpation du pouvoir par une de ses parties, parce qu’étant limitée, elle peut toujours errer « par ignorance ou malice, par cupidité ou ambition ou par quelque autre passion vicieuse » (Defensor pacis, II, 20, 6). C'est ce qu'ont fait les disciples du Christ dans l'Église primitive selon les actes des apôtres : se considérant égaux entre eux, ils utilisaient « la méthode de la commune délibération » (II, 16, 5). Donc « l'assemblée des fidèles ou le concile général représente vraiment par mode de succession, l'assemblée des apôtres, des anciens et des autres croyants de ce temps » (II, 19, 2). Cependant, la communauté des citoyens (universitas ciuium) se confond avec la communauté des fidèles (universitas fidelium) ; le dirigeant de la première, l'empereur, est donc celui à qui il revient de réunir le concile général. Par conséquent, Louis de Bavière, Constantin redivivus, est l'homme qui doit, selon Marsile de Padoue, avoir l’autorité de réunir le concile général.
Enfin, dans le Dictio Tertia, Marsile de Padoue rappelle les buts de l’ouvrage, rédige une conclusion fondamentale et justifie également le choix du titre.

## Sources et inspirations de l’ouvrage
Pour élaborer le Defensor pacis¸ Marsile de Padoue a été influencé par énormément de sources et de textes qui peuvent être regroupés en deux catégories : les sources profanes et les sources sacrées.

### Sources profanes
La source fondamentale du Prima Dictio est l’œuvre Politique d'Aristote (cité 81 fois dans le Prima Dictio et deux fois dans le second) qui inspire profondément la politique marsilienne. L’Éthique à Nicomaque (cité 14 fois dans le Prima Dictio et cinq fois dans le second), la Rhétorique, la Physique et la Métaphysique des Analytiques, Génération des animaux et De l'âme sont également de grandes sources d'inspiration pour Marsile.
D’autres auteurs peuvent être également cités comme Cicéron avec De Officiis, les Lettres de Sénèque, Salluste, les Varias de Cassiodore, les Fables de Phèdre et le De foetuum formatione de Galien, unique citation médicale et une formule médicale d'Hippocrate.

### Sources sacrées
Les Écritures saintes et l’Ancien Testament sont moins cités que le Nouveau, les doctrines des Pères et quelques théologiens comme saint Augustin, saint Jérôme et saint Chrysostome. Il y a également des citations de Richard de Saint-Victor et les textes de saint Bernard.
Les textes juridiques sont peu nombreux : Douze Tables, le Code de Justinien Ier, le droit canon mais aussi un auteur majeur pour Marsile de Padoue en la personne de Pseudo-Isidore. Mentions aussi du Chronicon pontificum et imperatorum de Martinus Polonus dont il ne partage pas du tout les opinions, ainsi que des mentions du Donation de Constantin. Enfin, les légendes des saints sont évoquées à plusieurs reprises.

## Traductions
Plusieurs traductions datant du XVIe siècle ont été réalisées mais sont aujourd’hui disparues ou incomplètes. Seule persiste une version florentine datant de 1363.
La première traduction anglaise vient de William Marshall en 1535 en vue de donner un support intellectuel supplémentaire à la suprématie royale.
Pour les traductions plus récentes, il faut revenir en 1928 avec C.W. Prévité-Orton et Oliver R. Scholz en 1932. D’autres traductions anglaises et allemandes ont également été réalisées en 1956, 1958, 1967 cette dernière étant rédigée par A. Gewirth ainsi qu’en italien en 1960 par C. Vasoli. Une traduction française est apparue en 1968 par Jeannine Quillet.